# Mesaspis
Mesaspis is een geslacht van hagedissen die behoren tot de hazelwormen (Anguidae).

## Naam en indeling
De wetenschappelijke naam van de groep werd voor het eerst voorgesteld door Edward Drinker Cope in 1877. Er zijn zeven soorten, inclusief de pas in 2016 beschreven soort Mesaspis cuchumatanus
Veel soorten behoorden eerder tot de geslachten Barisia en Gerrhonotus en tot het niet langer erkende geslacht Pterogasterus.

## Uiterlijke kenmerken
De soorten worden vrij groot en bereiken een lichaamslengte van ongeveer 25 tot 40 centimeter inclusief de staart. De staart is langer dan het lichaam. De hagedissen hebben veertien tot twintig lengterijen schubben op het midden van de bovenzijde van het lichaam. Aan de buikzijde zijn twaalf lengterijen schubben aanwezig.
De poten zijn relatief kort in vergelijking met verwante hagedissen, de voor- en achterpoten zijn echter goed ontwikkeld en dragen vijf vingers respectievelijk tenen.

## Verspreiding en habitat
Alle soorten komen voor in delen van Midden-Amerika en leven in de landen Costa Rica, El Salvador, Guatemala, Honduras, Mexico, Nicaragua en Panama. Het zijn bewoners van berggebieden, die op grote hoogten leven. De soort Mesaspis monticola is aangetroffen op een hoogte van meer dan 3300 meter boven zeeniveau.
Door de internationale natuurbeschermingsorganisatie IUCN is aan zes soorten een beschermingsstatus toegewezen. Vier soorten worden gezien als 'veilig' (Least Concern of LC) en één soort wordt beschouwd als 'onzeker' (Data Deficient of DD). De soort Mesaspis juarezi staat te boek als 'bedreigd' (Endangered of EN)

## Soorten
Het geslacht omvat de volgende soorten, met de auteur en het verspreidingsgebied.
| Naam                  | Auteur                                                | Verspreidingsgebied                                           |
| --------------------- | ----------------------------------------------------- | ------------------------------------------------------------- |
| Mesaspis antauges     | Cope, 1866                                            | Mexico (Veracruz)                                             |
| Mesaspis cuchumatanus | Solano-Zavaleta, Nieto-Montes de Oca & Campbell, 2016 | Guatemala                                                     |
| Mesaspis gadovii      | Boulenger, 1913                                       | Mexico (Zuidelijke Sierra Madre, Guerrero)                    |
| Mesaspis juarezi      | Karges & Wright, 1987                                 | Mexico (Oaxaca)                                               |
| Mesaspis monticola    | Cope, 1878                                            | Costa Rica, Panama                                            |
| Mesaspis moreletii    | Bocourt, 1871                                         | El Salvador, Guatemala, Honduras, Mexico (Chiapas), Nicaragua |
| Mesaspis viridiflava  | Bocourt, 1873                                         | Mexico (Oaxaca)                                               |